# 譚素容
譚素容（1910年—1982年），台灣醫師，籍貫山東濰縣，國立北京醫科大學畢業，曾任台灣省立台北高級醫事職業學校（今國立臺北護理健康大學）首任校長。

## 經歷
1923年8月，當時正於北京醫科大學求學的譚素容，於北京永春會館結識自台灣赴北京大學求學的蘇紹文，並於1925年7月25日在青島結婚。
民國三十六年（1947年）2月，臺灣省行政長官公署鑒於時局之需要，於台北興辦「臺灣省立臺北高級醫事職業學校」（今國立臺北護理健康大學），已培養基層醫療人才，並派譚素容出任該校第一任校長。5月4日正式開學，設校初期因該校缺乏校舍，暫以臺大醫院撥借房屋兩間作為臨時校舍，招收學生以二年制助產特科為主。1948年3月辭任校長，由臺灣省政府衛生處技正夏德貞兼任校長。

## 家庭
與蘇紹文結婚，並育有三子五女。子蘇繼光為書法家暨畫家。